# 草木台上荒川インターチェンジ
草木台上荒川インターチェンジ（くさきだい・かみあらかわインターチェンジ）は、福島県いわき市平上荒川にある国道49号平バイパスのインターチェンジである。

## 接続している道路
- いわき市道 上荒川・台山線

## 歴史
- 1995年（平成7年）9月4日：常磐上矢田交差点（現：常磐上矢田JCT） - 番匠地交差点（現：番匠地IC）間開通に伴い供用開始。

## 周辺
- 東側（上荒川方面）
  - 福島工業高等専門学校
- 西側（湯本方面）
  - いわき湯本温泉
  - いわきゆったり館
  - 21世紀の森公園（いわきグリーンフィールド・いわきグリーンスタジアム）

## 隣
国道49号 平バイパス
常磐上矢田JCT - 草木台上荒川IC - 番匠地IC